# Малахново (Новгородська область)
Малахново (рос. Малахново) — присілок в Поддорському районі Новгородської області Російської Федерації.
Населення становить 7 осіб. Входить до складу муніципального утворення Белебелковське сільське поселення.

## Історія
Від 2004 року входить до складу муніципального утворення Белебелковське сільське поселення

## Населення
| 2010 |
| ---- |
| 7    |